# Saturn L-Series
La L-Series  è un'autovettura mid-size prodotta dalla Saturn Corporation dal 1999 al 2004. È stata realizzata in versione berlina quattro porte e familiare cinque porte. È stata assemblata negli stabilimenti General Motors di Wilmington, nel Delaware. Sul modello sono montati motori a quattro cilindri in linea oppure V6, e trasmissioni manuali a cinque rapporti o automatiche a quattro marce.
La L-Series, che si basa sul pianale GM2902 (progettato e già utilizzato da Saab a partire dal 1997 per la 9-5) della General Motors, è a trazione anteriore e motore all'avantreno trasversale. Le basse vendite del modello hanno portato al suo ritiro dal mercato già nel 2005. La prima L-Series è uscita dalla catena di montaggio nel maggio 1999, mentre l'ultima ha abbandonato gli stabilimenti di Wilmington il 17 giugno 2004. In totale, ne sono stati prodotti 406.300 esemplari. Il sito produttivo di Wilmington è stato poi riconvertito alla produzione di altri due modelli del gruppo, la Pontiac Solstice e la Saturn Sky. La L-Series è stata sostituita dalla Saturn Aura nel 2006.

## Storia

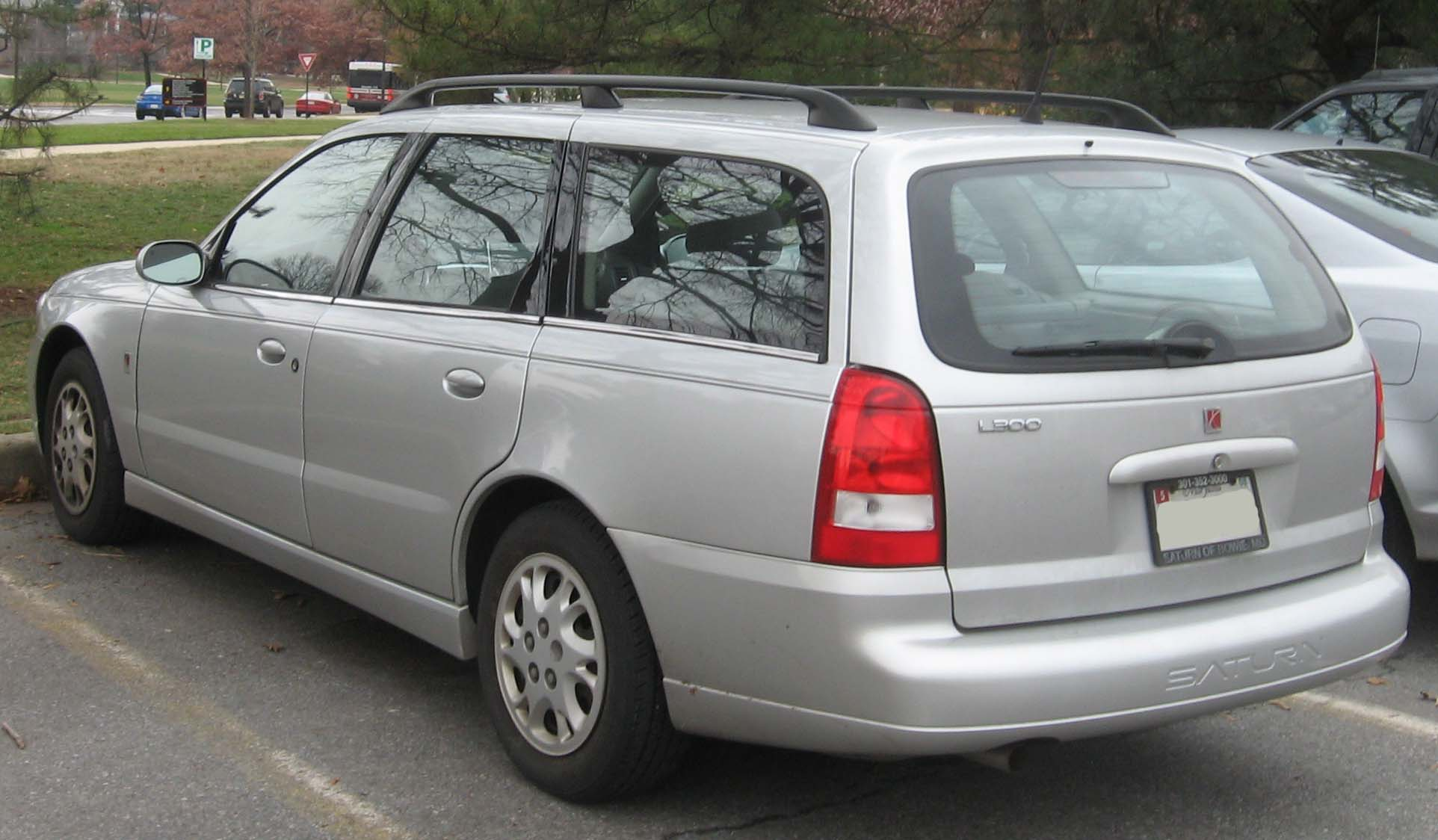
Una Saturn L-Series familiare

La gamma L-Series è formata da cinque versioni: le quattro cilindri LS e LS1/LW1 e le V6 LS2 e LW2. La versione base LS, che non ha il corrispettivo con carrozzeria familiare, è equipaggiata con un cambio manuale a cinque rapporti, gli alzacristalli manuali, l'aria condizionata, la radio AM/FM e dal motore a quattro cilindri in linea da 2,2 L di cilindrata. Le LS1/LW1, che sono equipaggiate dallo stesso propulsore della LS, sono invece anche provviste di alzacristalli e di specchi retrovisori elettrici e riscaldati e dell'apertura portiere con telecomando. Le LS2/LW2, oltre al motore V6 da 3 L, hanno in aggiunta i fendinebbia e il cambio automatico a quattro rapporti. Il propulsore V6 era un optional sui modelli che hanno di serie il motore in linea quattro cilindri. Erano invece delle opzioni su tutti i modelli l'ABS e il controllo di trazione.
Nel 2001 sono cambiate le denominazioni dei vari allestimenti. La LS ha mutato nome in L100, la LS1 in L200, la LS2 in L300, la LW1 in LW200 e la LW2 in LW300. Nell'occasione, il serbatoio del carburante è stato ingrandito e sono state aggiunte all'equipaggiamento le cinture di sicurezza per i sedili posteriori e, tra le opzioni, gli airbag laterali.
Nel 2002 l'ABS e il controllo di trazione sono diventati di serie insieme agli airbag laterali. In aggiunta, sono stati introdotti un nuovo volante e sei razze, l'aria condizionata automatica e uno schermo con lettore DVD per i passeggeri posteriori.

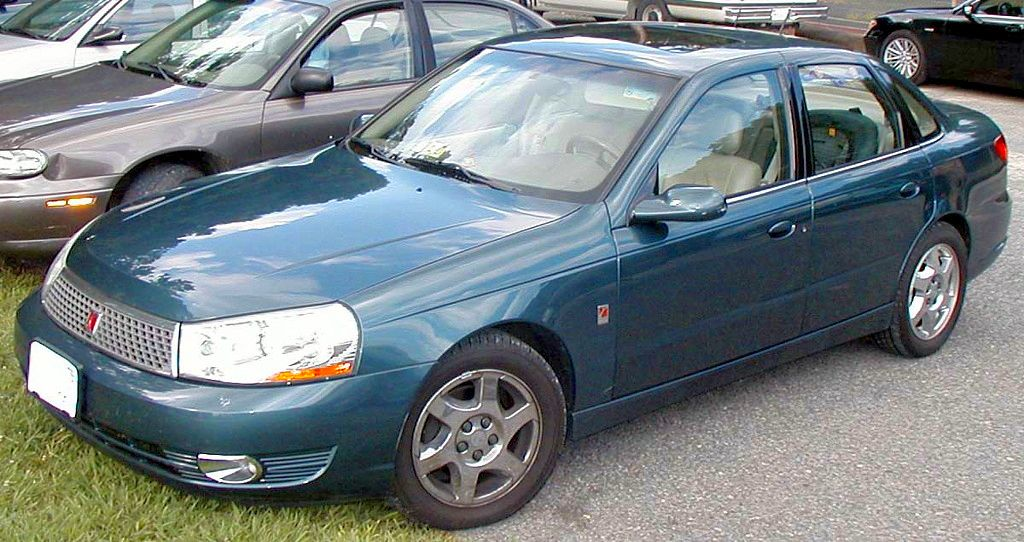
Facelift 2003

Nel 2003 il modello è stato oggetto di un facelift che ha coinvolto gli interni e la carrozzeria. In particolare, sono stati aggiornati i fanali posteriori della familiare, i cerchioni, la tappezzeria interna e gli inserti del cruscotto, che da lignei sono diventati argentei. La versione L100 è stata tolta dai listini, mentre l'ABS e il controllo di trazione sono tornati ad essere opzioni.
Nel 2004 l'ABS e il controllo di trazione sono tornati di serie, mentre l'aria condizionata automatica e il cambio manuale a cinque rapporti sono stati tolte dai listini. Gli allestimenti L200 e LW200 sono stati rinominati L300.1; queste versioni sono state dotate dell'equipaggiamento della Saturn Ion e sono state equipaggiate con il motore da 2,2 L senza possibili altre opzioni. Le versioni con motore V6 da 3 L hanno invece cambiato nome in L300.2. La L300.3 è stata dotata di cerchioni in lega e sedili regolabili elettricamente. Tra le opzioni, erano offerti uno schermo con lettore DVD per i passeggeri posteriori e il tettuccio apribile elettricamente.
Nel 2005 la familiare è stata tolta dai listini, mentre l'offerta delle berline è stata limitata alla sola L300.2. Anche gli optional sono stati fortemente limitati: l'unica opzione disponibile era il tettuccio apribile elettricamente. L'ultima L-Series, una L300, è uscita dalla catena di montaggio il 17 giugno 2004.

## Il richiamo in casa madre
La L-Series è da sempre stata affetta di diversi problemi. Principalmente i clienti hanno lamentato guasti al motore e alla trasmissione, oltre che problemi di vibrazioni e rumorosità. Nel 2005, per dei problemi ai freni e alle luci posteriori, 300.000 esemplari di L-Series sono state richiamati in fabbrica in seguito a una petizione del North Carolina Consumers Council. L'anno successivo ci fu un'investigazione, sempre da parte del North Carolina Consumers Council, sui problemi che dava il motore; l'indagine portò all'individuazione di un difetto di fabbrica nella catena di distribuzione.

## Sicurezza
| Anno | Impatto frontale lato guida | Impatto frontale lato passeggero | Impatto laterale lato guida | Impatto laterale lato passeggero | Ribaltamento |
| ---- | --------------------------- | -------------------------------- | --------------------------- | -------------------------------- | ------------ |
| 2000 |                             |                                  |                             |                                  | Non testato  |
| 2001 |                             |                                  |                             |                                  | Non testato  |
| 2002 |                             |                                  |                             |                                  |              |
| 2003 |                             |                                  |                             |                                  |              |
| 2004 |                             |                                  |                             |                                  |              |
| 2005 |                             |                                  |                             |                                  |              |